# Baal (мини-альбом)
Baal — мини-альбом Дэвида Боуи, вышедший в 1982 году, диск содержит композиции написанные для одноименной пьесы Бертольта Брехта. Альбом иногда упоминается как David Bowie in Bertolt Brecht’s Baal, это название фигурирует на конверте пластинки.

## История создания
В августе 1981 года Боуи начал репетиции для радиоверсии пьесы Baal, проекта придуманногоБи-би-си. Тексты песен были переведены с немецкого Ральфом Манхеймом и Джоном Уиллеттом. В свою очередь Доминик Малдауни создал полностью новые музыкальные аранжировки для композиций пьесы, за исключением песни «Drowned Girl», музыка для которой была написана Куртом Вайльем и первоначально предназначалась для пьесы Das Berliner Requiem. В сентябре 1981 года Боуи и продюсер Тони Висконти вернулись в берлинскую студию Hansa By The Wall (в которой была записана «Берлинская Трилогия» музыканта), чтобы перезаписать пять песен для пьесы.
Композиция «Baal’s Hymn» является сочетанием виньеток, простирающихся на протяжении всей пьесы, и раскрывает аморальный характер Баала. «Remembering Marie A» касается воспоминаний Баала о его прошлых любовных завоеваниях: он может вспомнить облако дрейфующее над головой, но не лицо девушки, с которой он был. «Ballad of the Adventurers» представляет собой яростный плачь Баала вызванный смертью его матери. «Drowned Girl» повествует о самоубийстве одной из любовных побед Баала; видеоклип на эту песню был снят Дэвидом Маллетом, который уже был режиссёром нескольких новаторских музыкальных видео Боуи («Ashes to Ashes», «Fashion», «Wild Is the Wind»). «Dirty Song» является коротким номером, в котором Баал оскорбляет свою возлюбленную Софи.
Выступление музыканта на Би-би-си транслировалось 2 февраля 1982 года. Впоследствии Лейбл RCA Records выпустил мини-альбом с этим материалом. Как и пьеса, мини-альбом был хорошо принят критиками и фанатами, хвалебные отзывы получили необычный стиль аранжировок композиций. Высшим достижением релиза стало 29-е место в британском чарте UK Albums Chart. Кроме издания на пластинках в формате 7" (которые были упакованы в двойные альбомные конверты, содержащие подробные примечания, относящиеся к музыкальному содержанию, и краткую биографию Бертольта Брехта) мини-альбом был выпущен в формате 12", который распространили среди некоторых ночных клубов, а также транслировали в радиоэфире.
Альбом стал последней работой Боуи на лейбле RCA Records. Следующий релиз музыканта был издан компанией EMI.
В 2005 году композиция «Drowned Girl» была включена в сборник The Platinum Collection , а затем, в 2007 году, в переиздание его третьего диска, под названием The Best of David Bowie 1980/1987. Также, «Drowned Girl» и «Baal’s Hymn» появились в компиляции Sound & Vision (бокс-сет на 4-х CD). В 2007 году мини-альбом был переиздан в цифровом формате и стал доступен для приобретения онлайн.

## Список композиций
1. «Baal’s Hymn» (Брехт/Малдауни) — 4:02
2. «Remembering Marie A» (народная песня, адаптирована Брехтом/Малдауни) — 2:07
3. «Ballad of the Adventurers» (Брехт/Малдауни) — 2:01
4. «The Drowned Girl» (Брехт/Вайль) — 2:26
5. «The Dirty Song» (Брехт/Малдауни) — 0:38

## Участники записи

### Музыканты
- Дэвид Боуи: вокал, гитара
- Тони Висконти: бас

### Продюсеры
- Тони Висконти
- Дэвид Боуи

На других инструментах играют сессионные музыканты, но они не были указаны в примечаниях альбома.